# PRIDE 28
PRIDE 28: High Octane fue un evento de artes marciales mixtas producido por PRIDE Fighting Championships, celebrado el 31 de octubre de 2004 en el Saitama Super Arena de Saitama.

## Resultados
1. ↑  Por el Campeonato Mundial de Peso Medio del PRIDE FC.